# Bartolomeu de Medina
Bartolomeu de Medina O.P. (Medina de Rioseco, 1527 - Salamanca, 1581), foi frade da dominicano e teólogo de renome espanhol.
Foi aluno de Francisco de Vitória na Universidade de Salamanca e mais tarde catedrático de teologi na mes universidade; fez parte da Escola de Salamanca, e é conhecido como o criador da doutrina do probabilismo, segundo a qual não há um só caminho para fazer o bem, mas que deve escolher-se o que mais provavelmente leve ao bem. "Si una opinión es probable, puede seguirse, aun cuando la opinión opuesta sea más probable" ("Se uma opinião for provável, pode-se segui-la, mesmo quando a opinião oposta seja mais provável") em Expositio in Iam-IIae publicado em 1577.